# هيو ألان (رجل أعمال)
هيو ألان هو شخصية أعمال كندي، ولد في 29 سبتمبر 1810 في Saltcoats ‏ في المملكة المتحدة، وتوفي في 9 ديسمبر 1882 في إدنبرة في المملكة المتحدة.

## وصلات خارجية
- هيو ألان على موقع الموسوعة البريطانية (الإنجليزية)